# البرغوتي
قرية البرغوتي هي إحدى القرى التابعة لمركز العياط في محافظة الجيزة في جمهورية مصر العربية. حسب إحصاءات سنة 2006، بلغ إجمالي السكان في البرغوتى 5488 نسمة، منهم 2930 رجل و2558 امرأة.